# Gulden Vlies van Tiel

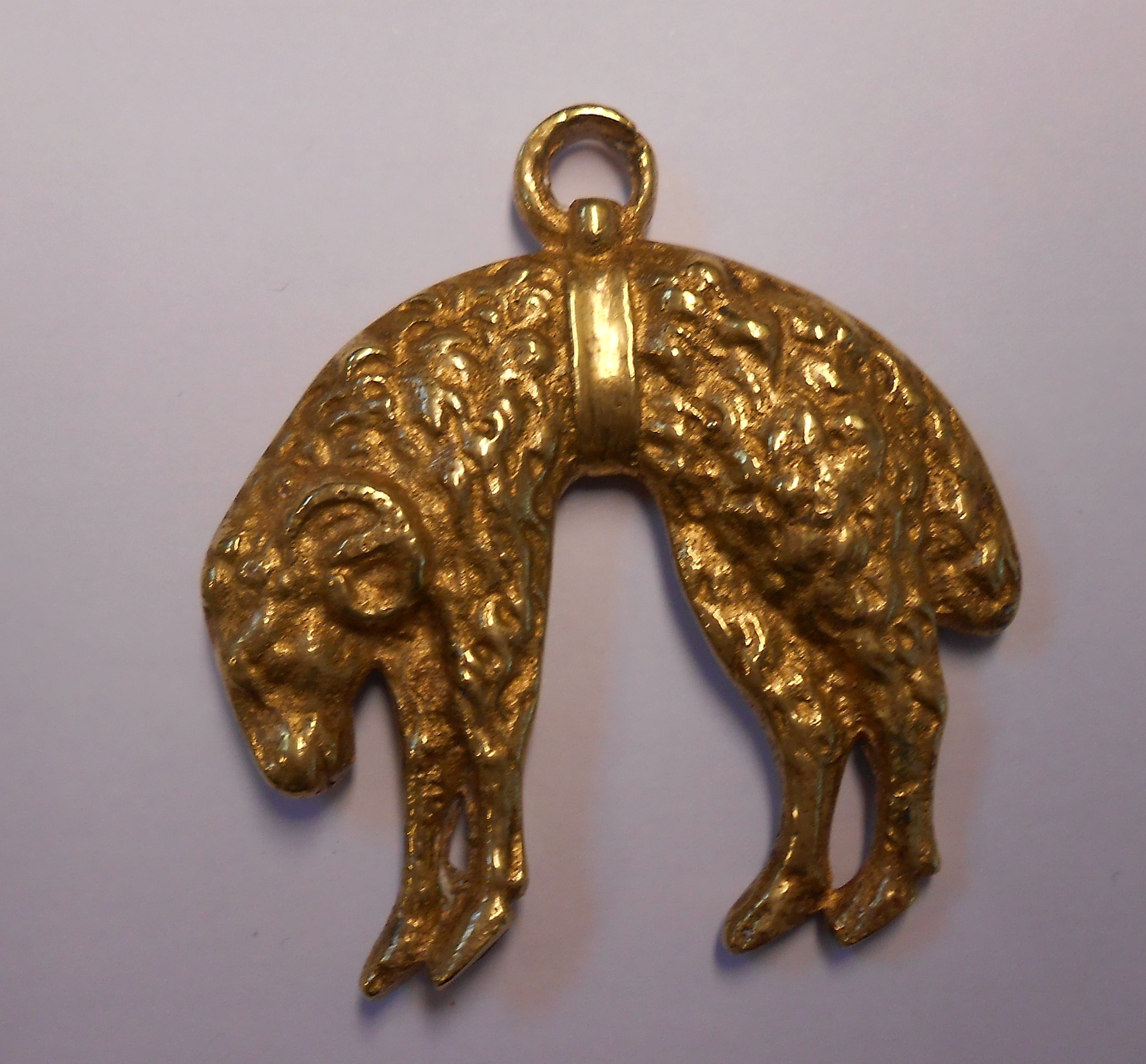
Het Gulden Vlies van Tiel

Het Gulden Vlies van Tiel is een rekwisiet in de vorm van een ramsvacht, dat geruime tijd (2013 - 2019) werd aangezien voor een authentiek gouden versiersel behorend  bij de Orde van het Gulden Vlies.

## Geschiedenis

### Willem en Dick van Duijn
In 1971 studeerde Willem van Duijn aan de Warmonderhof op Thedinghsweert. Tijdens een wandeling, waarschijnlijk bij het voormalige kasteel de Aldenhaag in Zoelen, vond hij een klein blinkend voorwerp, nam het mee naar huis en vergat het. Willem van Duijn overleed in 1992 en in 1993 vond zijn oudere broer Dick het voorwerp terug in de schuur. Hij maakte het schoon, zette het te koop op eBay en kreeg een bod van 130 dollar van de Amerikaanse antiquair Stephen Herold. Per post stuurde hij het naar de Verenigde Staten.
In 2010 bood de antiquair het voorwerp, dat inmiddels een Gulden Vlies uit 1509-1559 genoemd werd, aan het Drents Museum te koop aan. Toen de verkoop niet doorging, kreeg het museum het in bruikleen en stelde het ten toon tijdens de expositie Goud uit Georgië. De curator van het museum was van mening dat het van dukatengoud (omgesmolten munten) was gemaakt. De Londense veilingmeesters James Morton en Tom Eden taxeerden het als een hoog karaat gouden gegoten hanger uit de Renaissance. In 2012 bood de antiquair het te koop aan bij het Rijksmuseum Amsterdam. Dat liet een zogeheten XRF-onderzoek doen en kwam tot de conclusie dat het vlies van messing was met een goudlaagje.

### Flipje & Streekmuseum
In 2013 werd het vlies voor vijftien jaar in bruikleen gegeven aan het Flipje & Streekmuseum in Tiel, echter zonder dat werd bekendgemaakt wat de bevindingen van het Rijksmuseum waren. De eigenaar stelde als voorwaarde dat het in een zwaarbeveiligde vitrine zou worden tentoongesteld en dat het verzekerd werd voor een ton. Gezien het feit dat het Drents Museum het al had tentoongesteld, twijfelde men niet aan de echtheid. In 2014 werd het vlies in Tiel met veel publiciteit onthuld, als enige exemplaar van het Gulden Vlies dat in Europa te zien was in een museum.
Aangenomen werd dat het vlies toebehoorde aan ambtman Claes Vijgh, heer van de Aldenhaag. In de Chronicon Tielense (Kroniek van Tiel uit de vijftiende en zestiende eeuw) beschrijft de Tielse pastoor Peter van Teeffelen dat Claes Vijgh in 1559 door de Spaanse koning Filips II zou zijn opgenomen in de Orde van het Gulden Vlies. Dit is echter hoogst onwaarschijnlijk: in de catalogus Het Gulden Vlies, Brugge 1962 komt Vijgh niet voor; hij is ook niet opgenomen in de doorgenummerde lijst van ridders.

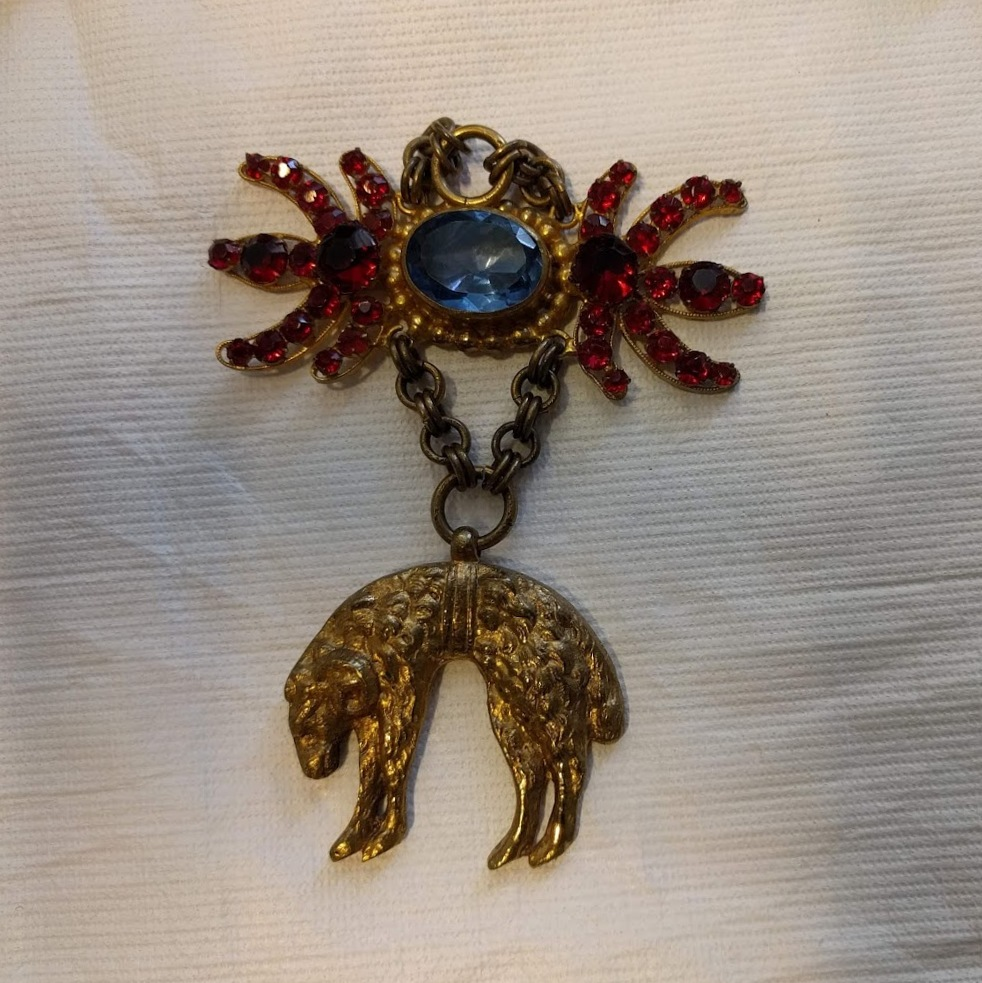
Gulden Vlies uit de collectie van museum Grand Curtius in Luik

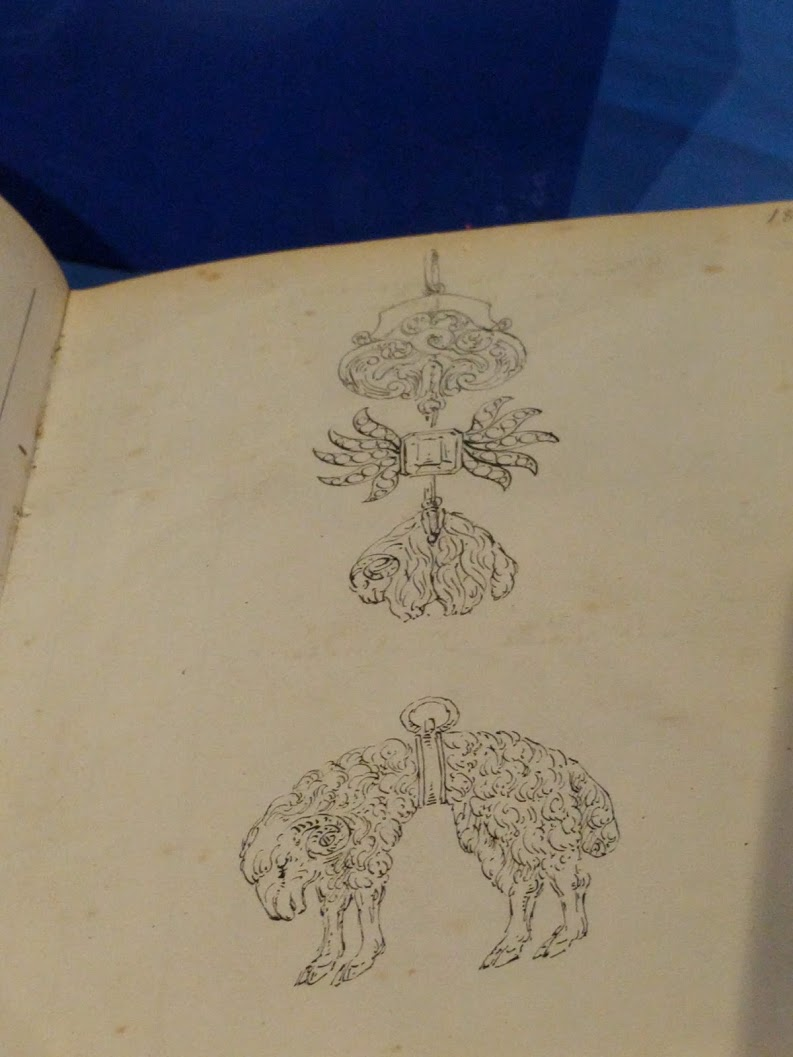
Tekening uit het schetsboek van Leblanc-Granger & Gutperle

## Ontmaskering
Begin 2019 ontdekte Alexandra van Steen, directeur van het Flipje & Streekmuseum, een vreemde aanslag op het vlies. Omdat goud niet kan corroderen, vroeg zij restauratieatelier ArcheoCare het te onderzoeken. Dit stelde direct vast dat het niet van goud kon zijn omdat de hanger te licht in gewicht was. De Rijksdienst voor het Cultureel Erfgoed concludeerde aan de hand van een nieuw XRF-onderzoek dat het een koperlegering was met een laagje goudverf. Bij een nadere speurtocht bleek dat het een slecht gegoten kopie was van een rekwisiet, gemaakt door Bijouterie Du Spectacle in Parijs. Toen het bedrijf in 1969 failliet ging, is de collectie verkocht. Museum Grand Curtius in Luik had in zijn collectie een identieke replica, afkomstig uit dezelfde mal. In Zwitserland bleek iemand schetsboeken te bezitten waar tekeningen van het Gulden Vlies in stonden, gemaakt in de jaren '50 van de twintigste eeuw door de firma Le Blanc-Granger & Gutperle. Deze firma ontwierp en maakte rekwisieten voor de film- en toneelwereld.
Het Flipje & Streekmuseum maakte de ontmaskering van het Gulden Vlies van Tiel bekend op een persconferentie. Dit leidde tot internationale ophef: niet alleen de NOS maar ook vele buitenlandse media besteedden er aandacht aan.

## Tentoonstelling
Eind november 2019 hield het Flipje & Streekmuseum een tentoonstelling over vervalste kunst. Centraal op de tentoonstelling stonden het Gulden Vlies van Tiel, het identieke Gulden Vlies uit Luik, en de ontwerptekening van Leblanc-Granger & Gutperle, tussen vervalste werken van Johannes Vermeer, Karel Appel, Jacob Maris en Pablo Picasso uit de collectie van de afdeling Valse Kunst van Museums Vledder.
In mei 2019 is het vlies teruggestuurd naar de eigenaar in Verenigde Staten. Hij geloofde nog steeds in de echtheid van het vlies en beweerde dat  de directeur van het museum meer verstand heeft van jam.